# Arsa
L'Arsa (in latino Arsia e in croato Raša) è un corso d'acqua a carattere torrentizio che scorre nell'Istria orientale e dà il nome all'omonimo bacino carbonifero, che in passato era denominato bacino dell'Albonese o di Albona.
L'Arsa, oggi interamente in territorio croato, è indicato come uno dei possibili confini orientali della regione geografica italiana, e in tempi romani segnava il confine amministrativo tra l'Italia (Regio X Venetia et Histria) e la provincia di Dalmazia

## Il corso
Nasce alle pendici del monte Maggiore (1396 m s.l.m.) (o in croato Učka); si dirige verso sud, dove bagna Bogliuno, Valdarsa e dove forma la cosiddetta Piana dell'Arsa, una pianura bonificata durante il fascismo. Curva poi bruscamente verso ovest, scorrendo in una valle molto incassata (Val d'Arsa) per concludere il suo corso nel Mare Adriatico con un ampio estuario.

## Portata
La portata media dell'Arsa è piuttosto elevata (12,6 m³/s) per le caratteristiche del fiume, a regime torrentizio (cioè con forti magre estive/invernali e piene a volte rabbiose in autunno (addirittura 1630 m³/s registrati anni or sono).

## L'estuario
L'estuario dell'Arsa è molto particolare e suggestivo; assai largo, è chiamato anche golfo dell'Arsa perché è molto ampio.